# Isera
Isera is een gemeente in de Italiaanse provincie Trente (regio Trentino-Zuid-Tirol) en telt 2496 inwoners (31-12-2004). De oppervlakte bedraagt 14,1 km², de bevolkingsdichtheid is 177 inwoners per km².
De volgende frazioni maken deel uit van de gemeente: Marano, Cornalé, Reviano, Folaso, Patone, Lenzima.

## Demografie
Isera telt ongeveer 977 huishoudens. Het aantal inwoners steeg in de periode 1991-2001 met 10,5% volgens cijfers uit de tienjaarlijkse volkstellingen van ISTAT.
| Jaar | Inwoneraantal |
| ---- | ------------- |
| 1991 | 2235          |
| 2001 | 2469          |

## Geografie
Isera grenst aan de volgende gemeenten: Villa Lagarina, Ronzo-Chienis, Rovereto, Nogaredo, Mori.